# Alexandre Tardieu
 (février 2022).
Si vous disposez d'ouvrages ou d'articles de référence ou si vous connaissez des sites web de qualité traitant du thème abordé ici, merci de compléter l'article en donnant les références utiles à sa vérifiabilité et en les liant à la section « Notes et références ».
Pour les articles homonymes, voir Tardieu.
Ne doit pas être confondu avec Alexandre Tarrieu.
Alexandre Tardieu, né le 3 janvier 1803 à Rouen et mort le 7 juin 1868 à Paris, est un avocat, journaliste et haut-fonctionnaire français.

## Biographie
Après avoir terminé ses études de droit et s’être fait recevoir avocat à Paris, Tardieu entre dans le journalisme. Appartenant à une famille d’artistes, parmi lesquels on compte un peintre et deux graveurs célèbres au XVIIIe siècle dont Pierre Alexandre Tardieu, il publie pendant près de trente ans des articles d’art, de littérature et d’archéologie dans Le Courrier français, Le Constitutionnel, etc. Il fait notamment les Salons de 1865, 1857 et 1859.
Rallié à l'Empire après le Coup d'État du 2 décembre 1851, il est nommé, en 1852, l’un des secrétaires-rédacteurs du Corps législatif.
Il est ensuite nommé Vice-président[réf. nécessaire] le 8 août 1857, puis secrétaire général au Conseil d’État, le 3 août 1857, et obtint, en 1863, la direction de ce service.
Il est le frère de Jules Tardieu et d’Amand-Louis Tardieu.

## Distinctions
- Chevalier de la Légion d'honneur le 6 août 1860

## Sources
- Noémi-Noire Oursel, Nouvelle Biographie normande, t. 2e, Paris, A. Picard, 1886, p. 495.
- Gustave Vapereau, Dictionnaire universel des contemporains, t. 2, Paris, Hachette, 1870, p. 1726.